# Ґолениці
Ґолениці (пол. Golenice, нім. Schildberg) — село в Польщі, у гміні Мислібуж Мисліборського повіту Західнопоморського воєводства.
Населення — 925 осіб (2011).
У 1975-1998 роках село належало до Гожовського воєводства.

## Демографія
Демографічна структура станом на 31 березня 2011 року:
|          | Загалом | Допрацездатний вік | Працездатний вік | Постпрацездатний вік |
| -------- | ------- | ------------------ | ---------------- | -------------------- |
| Чоловіки | 472     | 88                 | 349              | 35                   |
| Жінки    | 453     | 76                 | 297              | 80                   |
| Разом    | 925     | 164                | 646              | 115                  |